# Spall

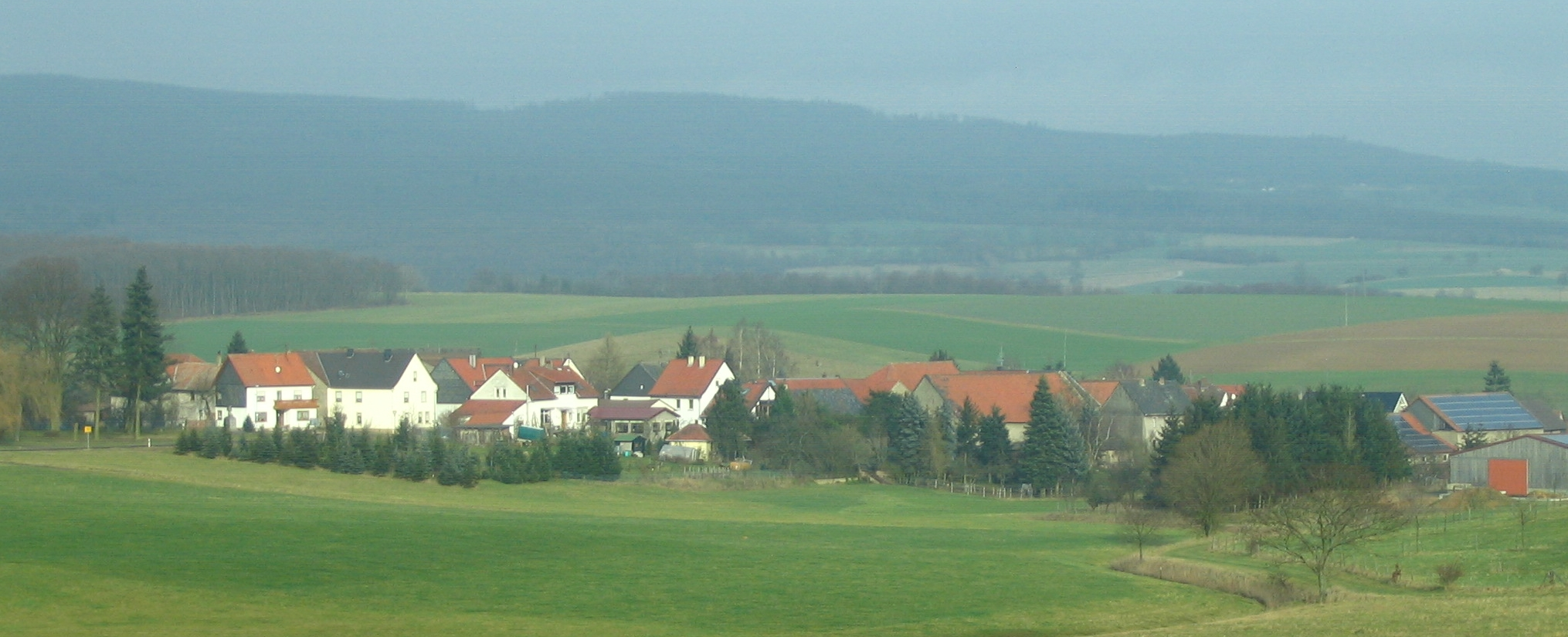
Spall aus südwestlicher Sicht

Spall ist eine Ortsgemeinde im Landkreis Bad Kreuznach in Rheinland-Pfalz. Sie gehört der Verbandsgemeinde Rüdesheim an.

## Geographie
Spall liegt oberhalb des Gräfenbachs am Fuß des 657 Meter hohen Ellerspring im südlichen Hunsrück zwischen dem Soonwald und dem Gauchswald. Im Osten befindet sich Argenschwang, im Süden Allenfeld, im Westen Gebroth und nördlich liegt Münchwald.
Zu Spall gehören auch die Wohnplätze Eichhof und Forsthaus Gebroth.

## Geschichte

### Nach 1375
Die älteste urkundliche Erwähnung des Ortes Spall findet sich im Jahre 1375 mit Spalde in einem Sponheimer Güterbuch. Der Name wird hergeleitet von Einschnitt, Schlitz, Spalte und liegt in seiner geographischen Lage begründet.
Um 1500 gehörte Spall zur Hinteren Grafschaft Sponheim, die nach dem Aussterben der Sponheimer zwischen dem Herzogtum Pfalz-Zweibrücken und der Markgrafschaft Baden geteilt wurde. 1556 wurde von Kurfürst Otto Heinrich angeordnet, die evangelische Lehre zu predigen. Die Reformation war 1557 sowohl in Gebroth, Spall, Argenschwang, Spabrücken und Dalberg durchgeführt.
Bei einer Kirchenvisitation in allen Ämtern der Hinteren Grafschaft Sponheim 1607 schrieb der Amtmann von Winterburg:

„Die sponheimische Gemeinde Spald gehe gen Spachbrücken, so dalbergisch in die Kirch. Die weil es nun daran stehe, dass der heutige Dalberger das Papsttum, dem er angehöre, wieder einführe, so sei zu überlegen, wie in diesem Fall der Gemeinde Spald zu helfen sei.“

Spall und Argenschwang sollten aber besser zu der sponheimischen Pfarrei Gebroth gehen, nachdem schon 1575 bei einer Kirchenvisitation der Befehl ergangen war, dass die Spaller zur Predigt nach Gebroth gehen sollten,

„… da ihre Kinder wegen Unfleiß des Spachbrücker lutherischen Pfarrers nicht beten konnten.“

In Spabrücken wurde trotz aller Schwierigkeiten, die von der Kurpfalz gemacht wurden, am 1. September 1624 von Johann von Dalberg wieder der katholische Gottesdienst eingeführt. Die Spaller durften fortan nur noch nach Gebroth zum ev. Gottesdienst gehen.
1594 wurde in Spall das erste Rat- und Backhaus gebaut. Die Glocke des Bauwerks wurde für Rüstungszwecke im Zweiten Weltkrieg abgeholt und am 31. Dezember 1949 durch eine neue ersetzt. Das Gebäude musste 1984 der neuen Verkehrsführung weichen, und 1989 wurde an dieser Stelle ein hölzerner Glockenturm eingeweiht in dem jetzt die alte Glocke wieder täglich läutet. Ein Gedenkstein mit Plakette erinnert an das alte Backes.

### Nach 1860
Die erste Schule wurde in Spall 1860 gebaut, da aber kein Lehrer gefunden wurde, fand erst am 12. Oktober 1865 der erste Unterricht statt. Bis 1912 gab es in Spall die Gaststätte Zum Soonwald, die auch gleichzeitig als Poststelle diente. Ab 1912 wurde die Poststelle ins Haus Erbach verlegt.
1902, am Reformationstag, wurde in Spall die Wasserkirmes gefeiert, nachdem die erste Wasserleitung fertiggestellt worden war. Zuvor versorgten sich die Bürger mit Wasser aus Brunnen. 1915 erreichte die Elektrizität die Gemeinde Spall, und zum ersten Mal brannte hier elektrisches Licht.
Am 15. August 1926 wurde das Ehrenmal, das für die Gefallenen im Ersten Weltkrieg aus Spall am Eingang des Dorfes aufgestellt wurde, eingeweiht. Der betende Krieger wurde von dem Bad Kreuznacher Bildhauer Bauer gefertigt.
Am 28. Januar 1945 schlug eine Bombe am Dorfeingang Richtung Argenschwang ein.
1960 wurde die neue Schule fertiggestellt und sechs Jahre später wieder geschlossen. Die Kinder aus Spall gehen bis heute nach Wallhausen zur Schule. Heute ist im Untergeschoss der ehemaligen Schule der Gemeindesaal, das Büro des Bürgermeisters und im ehemaligen Schulsaal seit 1967 die Gaststätte Spaller Hof.

### Einwohnerentwicklung
Die Entwicklung der Einwohnerzahl von Spall, die Werte von 1871 bis 1987 beruhen auf Volkszählungen:
| Jahr | Einwohner |
| ---- | --------- |
| 1815 | 157       |
| 1835 | 213       |
| 1871 | 176       |
| 1905 | 195       |
| 1939 | 156       |
| 1950 | 182       |
| 1961 | 152       |

| Jahr | Einwohner |
| ---- | --------- |
| 1970 | 151       |
| 1987 | 154       |
| 1997 | 175       |
| 2005 | 151       |
| 2011 | 171       |
| 2017 | 176       |
| 2023 | 196       |

## Politik

### Bürgermeister
Ortsbürgermeister ist Bernd Closen. Nach der Kommunalwahl am 26. Mai 2019 wurde er Nachfolger von Wilhelm Regner, der nach 15 Jahren im Amt nicht erneut kandidiert hatte.
Closen wurde im Juni 2024 wiedergewählt.

### Wappen
| Wappen von Spall | Blasonierung: „Geteilter Schild, rechts Rot und Silber geschacht, links Blau und Gold geschacht.“                                               |
| Wappen von Spall | Wappenbegründung: Die verschiedenen Farben des Wappens verweisen auf die ehemalige Zugehörigkeit zur Vorderen und Hinteren Grafschaft Sponheim. |

## Kultur und Sehenswürdigkeiten
In der Gräfenbachstraße Ortsausgang nach Allenfeld findet man das Ehrenmal für die Gefallenen im Ersten Weltkrieg aus Spall. Es wurde von dem Bad Kreuznacher Bildhauer Bauer gefertigt und 1926 eingeweiht.
Seit 1993 befindet sich in der Soonwaldstraße im künstlerisch gestaltetem Domizil der beiden Künstler Mole & Wolfrhine ein Museum für schottische Geschichte, das Tartan-Museum, eine Bildergalerie und eine kleine Ausstellung zur Geschichte der Gemeinde Spall.
Siehe auch
- Liste der Kulturdenkmäler in Spall
- Liste der Naturdenkmale in Spall

## Regelmäßige Feste und Veranstaltungen
Von 1991 bis 2024 gestalteten die „Eiskalten Spaller“ aufwendige Motivwagen für die Fassenacht. Die Motivwagen zeichneten sich durch eine ausgeklügelte Technik aus, Motive waren hauptsächlich bekannte Szenen aus Kinofilme. Bekannteste Fastnachtsumzugsteilnahme am Mainzer Rosenmontagszug
- Kirmes: Immer an Ostern
- Feuerwehrfest 1. Wochenende im Mai
- VDK Sommerfest: Mitte bis Ende Juni
- Wanderfest: Mitte bis Ende Juli

## Persönlichkeiten
- Hans Maria Mole (* 1940), Maler und Aktionskünstler
- Basil Wolfrhine (bürgerlich: Jürgen Siegler), Maler, Aktionskünstler und Musiker